# Laserlife Records
LaserLife Records ist ein österreichisches Hardcore-Punk-Label, das 2006 in Wiener Neustadt gegründet wurde.

## Geschichte
Gegründet wurde das Label LaserLife Records im Jahr 2006 von der damaligen Neustadpunk-Band Dimitrij. Seit diesem Zeitpunkt veröffentlichten auch einige Bands aus dem Raum Wiener Neustadt ihre Alben über LaserLife Records.
Nachdem 2009 Harald Steiner und Toni Straka die Leitung des Labels übernommen hatten, wurden Alben, EPs, 7inches und Compilations von Bands wie Astpai, Soey, The Liberation Service, The Flatliners, BHF produziert.
Im Jahr 2011 verließ Toni Straka aus zeitlichen Gründen LaserLife Records. Seither wird das Label gemeinsam von Harald Steiner und Andreas Wagner geführt. Vor allem Bands aus dem Hardcore-Punk-Bereich veröffentlichen bei diesem Label.

## Bands bei LaserLife Records
| - 7yearsbadluck - Astpai - BHF - Brackets Closed - Clipwing - Despite Everything - Familie Ruppert - The Flatliners - Jack Holmes - Jake & The Jellyfish | - James Choice - Lester - The Liberation Service - New Native - Remedy - Small Hours - Smash The Statues - Sweet Empire - WOAHNOWS |